# 이찬수
이찬수(1961년 ~ )는 대한민국의 개신교 목사이다. 사랑의교회 옥한흠 목사로 부터 많은 영향을 받고, 분당우리교회의 담임목사로 사역하고 있다. 자체 예배당을 짓지않고 분당 송림중고등학교에서 예배처소로 사용하고 있으며, 현재 지방의 어려운 교회와 여러 교회를 분리 개척하여 후원하고 있다. 

## 학력
- 1999 총신대학교 신학대학원
- 미국 일리노이주립대학(U.I.C) 사회학 전공

## 경력
- KOSTA 국제본부 강사
- 분당우리교회 담임목사
- 분당우리복지재단과 (재)가평우리마 설립 및 이사장

## 교육과 목회철학
경북대 3학년 재학 중 가족과 함께 미국으로 떠났고 일리노이 대학교 시카고에서 사회학을 전공했다. 그의 부모는 미국에서 세탁 공장 노동자와 청소부로 일했으며, 아버지는 40일 금식기도 중 세상을 떠났다. 이후 그는 한국으로 돌아와 총신대학교 신학대학원을 졸업하였다. 2012년 7월 1일 이찬수 목사는 주일예배 설교를 통해 교인 2만명이 모이는 분당우리교회라는 대형교회를 사실상 포기하겠다는 선언을 했다. 이찬수 목사는 진행 중이던 교회 증축 계획도 무산시키고 2011년 650억원을 들여 매입한 건물 역시 10년 뒤 되팔아 교회와 사회에 환원하겠다고 말했다. 이러한 결정은 일부 누리꾼들에게 호응을 받았다. 남오성 교회개혁실천연대 사무국장은 "다른 대형교회들이 본받아야 할 결단"이라고 칭찬했다. 보도 이후 이찬수는 트위터에 "과장된 칭찬이 마음을 힘들게 한다"며 "자신의 설교는 한국교회를 향한 성명서 발표가 아니라 설교이자 개인의 신앙고백이었고, 교회 방향성에 대한 하나의 선언이었다"고 의미를 축소하였다. 덧붙여 "한국교회를 위한다고 한 일이 오히려 한국교회에 누를 끼치게 될까" 두렵다고 했다.

## 저서
- 《아는 것보다 사는 것이 중요하다.》(규장,2018)
- 《이번만 나를 강하게 하사.》(규장,2018)
- 《복음으로 산다.》(규장,2018)
- 《에클레시아: 부르심을 받은 자들》 (규장, 2017)
- 《아이덴티티: 예수 안에 있는 자》 (규장, 2017)
- 《내가 어찌 너를 버리겠느냐》 (규장, 2016)
- 《오늘 살 힘》 (규장, 2016)
- 《기도하며 통곡하며》 (규장, 2015)
- 《죽으면 죽으리이다》 (규장, 2015)
- 《오늘을 견뎌라》 (규장, 2014)
- 《붙들어 주심》 (규장, 2013)
- 《처음 마음》 (규장, 2013)
- 《삶으로 증명하라》 (규장, 2012)
- 《일어나라》 (규장, 2011)
- 《보호하심》 (규장, 2011)
- 《세상에 없는 것》 (생명의말씀사, 2003)
- 《청소년 리바이벌》(규장, 2001)
- 《틴틴 리바이벌》 (규장 2000)
- 《교육은 감동이다》(낮은울타리, 2000)
- 《YY부흥 보고서》 (규장, 1999)